# Dacia (revue)
Pour les articles homonymes, voir Dacia (homonymie).
Dacia ou Dacia - Revistă arheologică și de istorie veche (« Dacia - Recherches et découvertes archéologiques en Roumanie ») est la publication professionnelle de l'Institut d'archéologie « Vasile Pârvan », institut de l'Académie Roumaine. La revue, active depuis plus de 84 ans, a été fondée en 1924 par l'archéologue et historien Vasile Pârvan, en l'honneur duquel l'institut a été nommé. Le magazine, paru à l'origine dans une édition bilingue français-roumain, publie actuellement des articles dans des sous-sections identiques en quatre langues : français, anglais, allemand et russe, avec un contenu et une présentation graphique de qualité. Depuis sa création, « Dacia » est rapidement devenu un nom à surveiller dans le monde de l'archéologie.

## Historique
Le titre Dacia est en rapport avec le nom historique de la Roumanie qui s'appelait à l'époque de l'Antiquité la Dacie. Il existe deux séries, appelées conventionnellement « ancienne série » et « nouvelle série », dont l'interruption, entre 1948 et 1957, a été générée par des raisons manifestement politiques, qui avaient été typiques des temps difficiles à travers que la Roumanie avait passée au cours de ces années.

### Ancienne série
Le titre originel de la revue d'archéologie lors de sa création était « Dacia : Recherches et découvertes archéologiques en Roumanie », avec des sous-titres identiques en anglais et en français, invitant à la publication d'articles dans ces langues de circulation internationale. Cette série, qui a cessé de paraître en 1948, s'est arrêtée aux numéros XI-XII.

### Nouvelle série
La nouvelle série a commencé son apparition en 1957, commémorant 75 ans depuis la naissance du grand historien et archéologue roumain Vasile Pârvan (né le 28 septembre 1882, dans le village de Perchiu, commune de Huruiești, Bacău). Actuellement, le magazine s'appelle « Dacia - Magazine d'archéologie et d'histoire ancienne », avec des sous-titres identiques dans quatre langues de diffusion : français, anglais, allemand et russe. De cette série sont parus, jusqu'en 2011, cinquante-cinq numéros, numérotés en chiffres romains, de I à LV, et un supplément récent.